# Mapa majetku státu
Mapa majetku státu (MMS) je projekt Úřadu pro zastupování státu ve věcech majetkových (ÚZSVM), který roce 2015 zmapoval vlastními zaměstnanci veškeré státní nemovitosti evidované v katastru nemovitostí na státní subjekty.
V katastru nemovitostí bylo evidováno přes 1,6 milionu položek zapsaných na 1 906 státních institucí. Následně bylo zjištěno, že 1 381 z nich bylo neexistujících, nedohledaných, v konkurzu nebo v likvidaci. Přitom na ně bylo zapsáno přes 25,5 tisíce bezprizorných nemovitostí. 
Od roku 2015 do konce roku 2019 ÚZSVM snížil počet bezprizorních nemovitostí zapsaných na zaniklé a nedohledané státní instituce o 6 551 nemovitostí (tj. o 71,4 %). Počet nedohledaných a zaniklých subjektů se podařilo snížit o 801 (tj. o 62,2 %). U nemovitostí zapsaných na státní podniky v konkurzu či likvidaci došlo dokonce k poklesu o 7 544 položek (tj. o 46,1 %). Oproti roku 2015 došlo také k poklesu státních subjektů v konkurzu či likvidaci o 47 (tj. o 50 %). I na tomto snižování ÚZSVM aktivně spolupracuje, nicméně důležitá je aktivita správce konkurzní podstaty nebo likvidátora. Mapa majetku státu byla dále využita k identifikaci nepotřebných nemovitostí, které státní instituce postupně převádějí na ÚZSVM podle § 19b zákona č. 219/2000 Sb. o majetku státu.